# Julius Katchen
Julius Katchen (Long Branch (New Jersey), 15 augustus 1926 – Parijs, 29 april 1969) was een Amerikaans pianist van Russische afkomst. Hij wordt beschouwd als een van de grootste virtuozen van de 20e eeuw.

## Levensloop
Katchen kwam uit een muzikale familie. Zijn grootouders gaven les op de conservatoria van Warschau en Moskou, zijn moeder was pianiste en zijn vader amateur violist.
Op 10-jarige leeftijd maakte hij zijn publieke debuut in Newark met Mozart's Piano Concerto in d K. 466. Een jaar later speelde hij hetzelfde concert met het Philadelphia Orchestra o.l.v.  Eugene Ormandy aan de Philadelphia Academy of Music en een maand later, op 22 november in Carnegie Hall, met het New York Philharmonic o.l.v. John Barbirolli. Howard Taubman schreef destijds in de New York Times: “Hij droeg een pak wat elk 'wonderkind' op zijn leeftijd zou dragen: een wit overhemd met lage boord, korte broek tot aan de knieën en zwarte schoenen en sokken. Terwijl hij  ongeduldig op zijn beurt zat te wachten, wreef hij met zijn handen over zijn knieën. Zijn vingers waren snel, zeker en doeltreffend. Wat kun je nog meer verwachten van een jongen van 11?”. In juli 1939 speelde hij het Schumann pianoconcert in a Op. 54 in het Lewisohn Stadium met het New York Philharmonic o.l.v. Efrem Kurtz. 
Katchen leidde het leven van een muzikaal wonderkind: alle vakken werden hem thuis onderwezen. Toen hij veertien was, stuurde zijn vader hem naar de middelbare school en het piano spelen en de openbare optredens werden op een lager pitje gezet. Na de middelbare school ging Katchen naar het Haverford College in Pennsylvania, waar hij in 1946 afstudeerde met een graad in de filosofie. In 1946 kreeg Katchen samen met vier andere Amerikanen een beurs aangeboden door de Franse regering.
In hetzelfde jaar concerteerde hij veel met Beethoven's 5e Pianoconcert, Tsjaikovski's 1e Pianoconcert in Bes klein Op. 23, Schumanns Pianoconcert in a Op. 54 en Gershwins Rhapsody in Blue. In april 1947 debuteerde hij met het Wiener Philharmoniker o.l.v. Otto Klemperer en in het voorjaar van 1947 gaf hij concerten in negen Europese hoofdsteden met op het eind van het jaar een tournee door de Verenigde Staten van Amerika.
Vanaf 1947 vestigde Katchen zich definitief in Parijs. In 1962 vertelde Katchen in een interview daarover: " Toen het er op aankwam om een carrière op te bouwen, bood Europa meer mogelijkheden dan de Verenigde Staten: ik kon meer concerten geven en er was een betere omgeving om me te ontwikkelen". Hij maakte concerttournees over alle 6 continenten. Zijn uithoudingsvermogen en ambitie gaven hem de mogelijkheid om soms meer dan honderd concerten per seizoen te geven. Zo speelde hij bijvoorbeeld in april 1964 de volledige solo (piano)muziek van Brahms in vier recitals in Wigmore Hall te Londen. Hij herhaalde deze cyclus in Cambridge (Engeland), New York, Berlijn en Amsterdam. Hij speelde veel muziek van de Russische virtuoze school evenals Beethoven en Brahms.
In 1948 vertegenwoordigde Katchen in Parijs de Verenigde Staten tijden het eerste Internationale Festival van de UNESCO. Tijdens deze gelegenheid vertolkte hij het Vijfde Pianoconcert van Beethoven, het 'Keizerconcert', begeleid door het Orchestre National de la Radiodiffusion Française o.l.v. Roger Désormière.
In 1956 trouwde hij met de Française Arlette Patoux, met wie hij een uitgebreide verzameling netsuke aanlegde, die in 2006 voor een deel werd verkocht voor 1,5 miljoen euro.
Katchen was dol op grote programma's. Zo is het bekend dat hij eens drie pianoconcerten heeft gespeeld op een avond in de Royal Festival Hall te Londen te weten: Beethoven nr. 3, Brahms nr. 2 en Rachmaninov nr. 2.
In zijn jonge jaren speelde Katchen veel van de grote Russische concerten zoals die van Tsjaikovski, Prokofiev en Rachmaninov en solopianostukken zoals Mili Balakirev's "Islamey" en Moussorgsky’s "Schilderijententoonstelling". Bij het grote publiek was Katchen enorm populair en veel van zijn opnames waren destijds bestsellers.
De Amerikaanse componist Ned Rorem componeerde zijn tweede pianosonate speciaal voor Katchen. De wereldpremière was in Parijs in 1952, gespeeld door Julius Katchen.
Katchen maakte al zijn plaatopnames voor Decca Records in 20 jaar tijd, tussen 1949 en 1969. Hij was de eerste artiest die een lp uitbracht met een solo stuk voor piano, de Sonate in f Op.5 van Johannes Brahms en hij was de eerste artiest die een lp uitbracht met een pianoconcert, het Tweede Pianoconcert van Sergei Rachmaninov. In de loop van de jaren 60 nam Katchen het volledige oeuvre voor solopiano van Brahms op. Deze opnames gelden nog steeds als onovertroffen. Naast de complete pianomuziek van Brahms nam Katchen ook de 3 Sonates voor viool en piano van Brahms op met Josef Suk en er waren plannen om de 3 pianotrio's van Brahms met Josef Suk en János Starker op te nemen.
Alle registraties van Katchen zijn nog steeds verkrijgbaar op cd.
De registraties van concertante werken zijn onder andere opgenomen in de serie "The Art of Julius Katchen" van Decca Australia, 8 dubbel-cd’s, zie voor een compleet overzicht daarvan hieronder, en de serie "Julius Katchen, Decca Recordings 1949-1968" uit 2006 met veelal dezelfde registraties als 'The Art of Julius Katchen' alleen aangevuld met Sonata 2 van Rorem, een aantal delen uit de Mikrokosmos van Béla Bartók, de Prélude, Choral et Fugue van César Franck en de Etudes Symphoniques, Op.13 van  Robert Schumann. Het complete pianosolowerk van Brahms is uitgebracht in een box met 6 cd’s op het label London Records.
Een bijzondere registratie is die van Benjamin Britten’s Diversions for piano (left hand) & Orchestra. Britten – die het werk geschreven had in 1941 in opdracht van Paul Wittgenstein – verzocht Katchen als solist in een opname van het werk onder leiding van hemzelf.
Katchens laatste publieke optreden was op 12 december 1968 met het London Symphony Orchestra met het Concerto pour la main gauche van Ravel en zijn laatste registratie was 11 december 1968 tijdens een show van twee dagen georganiseerd door de Rolling Stones, getiteld: "The Rolling Stones Rock and Roll Circus", inmiddels op dvd verkrijgbaar, waarop hij de Ritual Fire Dance uit El Amor Brujo van De Falla en het eerste deel van de Sonate voor Piano nr.16 in C, KV 545 van Mozart speelt.
Katchen stierf op 29 april 1969 thuis in Parijs op 42-jarige leeftijd aan leukemie.

## Anderen over Katchen
Ned Rorem zei in 1969 kort na het overlijden van zijn vriend Julius Katchen onder andere: “Julius Katchen heeft zijn leven lang keihard gewerkt. Zijn energie was zo enorm dat na twaalf uur studeren hij nog genoeg overhad om met zijn vrienden uitgebreid op stap te gaan, de volgende ochtend weer vroeg op te staan en de dag met dezelfde energie opnieuw te starten. Rust was voor hem taboe. Ook voor vrienden en fans had hij tijd over. Ik ben ervan overtuigd dat deze grenzeloze interesse en energie, deze eenwording van dag en nacht, aangeven dat, net als Baudelaire, Julius drie levens in één heeft geleefd. Toen hij afgelopen maand april stierf was hij dus geen 42 jaar oud, maar 126”.
R.N.Degens in Mens en Melodie nr.9 van 1964 naar aanleiding van de eerste lp van de serie ‘Het volledige piano oeuvre van Brahms’: “Katchen die zich vroeger nogal eens gaarne als een op uiterlijke schittering muntende virtuoos deed kennen, blijkt de wijsheid en de berusting, die in deze laatste pianowerken van Brahms klinkend gestalte kregen, in een ontroerend-verstild spel met grote overtuigingskracht tot uitdrukking te kunnen brengen. Deze muziek waarin Brahms aan het eind van zijn leven de melancholie van de ouderdom op zo sublieme, en, voor hem, naar het notenbeeld, betrekkelijk eenvoudige wijze verklankte, wordt door Katchen met een zo zuiver begrip voorgedragen, dat men er ontroerd naar kan luisteren. Daarbij staat hem een feilloze techniek ten dienste, die zich onder meer manifesteert in een geraffineerd pedaalgebruik en een tot alle nuanceringen in staat zijnd toucher”, en in Mens en Melodie nr.7 van 1969 naar aanleiding van het overlijden van Katchen: "In Katchens vertolking van het volledige piano oeuvre van Brahms (Decca) werd men reeds getroffen door een rijpe, doorleefde vertolkingstrant, waarin het zangerig melancholieke en ook het edel monumentale van Brahms op ontroerende wijze tot uitdrukking kwamen. Ook zijn aandeel in de Pianotrio's van Brahms getuigt van die bezinning op het intrinsieke gevoelselement. Suk en Starker sluiten zich daar volkomen bij aan."
Gary Graffman, vriend en collega-pianist, in zijn boek 'I Really should be Practicing' (1981) over Julius Katchen: "Met Julius was het alsof je midden in een snelstromende rivier stond. Het enthousiasme - de enorme energie - over alles wat zijn aandacht trok, kon niemand ontgaan en straalde op iedereen uit. Die kracht van zijn opwinding beïnvloedde ons allemaal".
Jonathan Summers in A–Z of Pianists, Naxos 8.558107–10: " Katchen's techniek was ongekend virtuoos. Zijn toucher was poëtisch en intiem maar kon ook zeer krachtig zijn. Zijn muzikaliteit was briljant. In zijn latere carrière werd hij bekend om zijn interpretaties van de grote klassieke meesterwerken zoals Schubert's Pianosonate in B Deutsch 960 en Beethoven's Diabelli Variaties Op. 120 die hij zorgvuldig bestudeerde vanuit een filosofisch perspectief. Tegen het einde van zijn leven begon Katchen zich te verdiepen in de muziek van Brahms en als hij niet op 42-jarige leeftijd voortijdig aan kanker overleden was, zou hij zijn interpretatie van deze muziek diepgaander ontwikkeld hebben".
Mark Anstendig, huisvriend, bericht over de tomeloze energie van Katchen in het artikel 'Julius Katchen and the Unification of Day and Night' van Cyrus Meher-Homji: " Ik herinner me nog een paar wilde scenes in de studio van Julius, waar hij net bezig was met een stuk dat hij al een paar jaar niet meer gespeeld had. Tegelijkertijd kocht hij -via de telefoon- een paar netsukes, gaf de huishoudster opdracht wat ze precies moest schoonmaken en speelde ondertussen wat met zijn zoontje".